# Gare du pont de Flandre
La gare du pont de Flandre est une gare désaffectée de la ligne de Petite Ceinture à Paris, en France.

## Caractéristiques
La gare se situe dans le 19e arrondissement de Paris, dans le quartier du Pont-de-Flandre, immédiatement au nord-ouest du pont de l'avenue de Flandre. Un petit chemin, long d'une soixantaine de mètres, accessible au public aux heures d'ouverture du club « La Gare » qui occupe l'ancienne station, et nommé sentier de la Station, permet d'y accéder depuis l'avenue Corentin-Cariou.
La station comporte deux quais. Sur celui de l'est, implanté au niveau de la voie ferrée, s'élève le bâtiment voyageurs. Il s'agit d'un petit édifice isolé d'un étage, similaire à celui de l'ancienne gare de l'avenue de Clichy, qui lui donne un air de gare de campagne. Il abrite un club de jazz.

## Historique

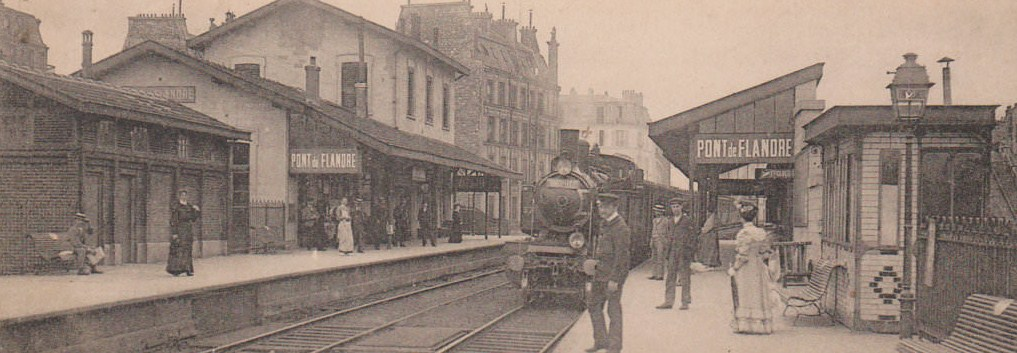
Vue d'ensemble de la gare dans les années 1900.

La gare du pont de Flandre est ouverte aux voyageurs le 26 avril 1869.
Alors que le syndicat chargé d'exploiter la Petite Ceinture n'était pas initialement favorable au transport des voyageurs, son opinion évolua après la mise en service de quatre nouvelles gares le 26 avril 1869 (Avenue de Saint-Ouen, Boulevard-Ornano, Pont-de-Flandres et Avenue-de-Vincennes). En évoquant leur mise en service, le syndicat affirmait dans le rapport pour l’assemblée générale ordinaire du 12 février 1870 : L’expérience des neuf mois qui se sont écoulés depuis cette époque a suffi pour établir qu’elles étaient appelées à rendre de réels services.

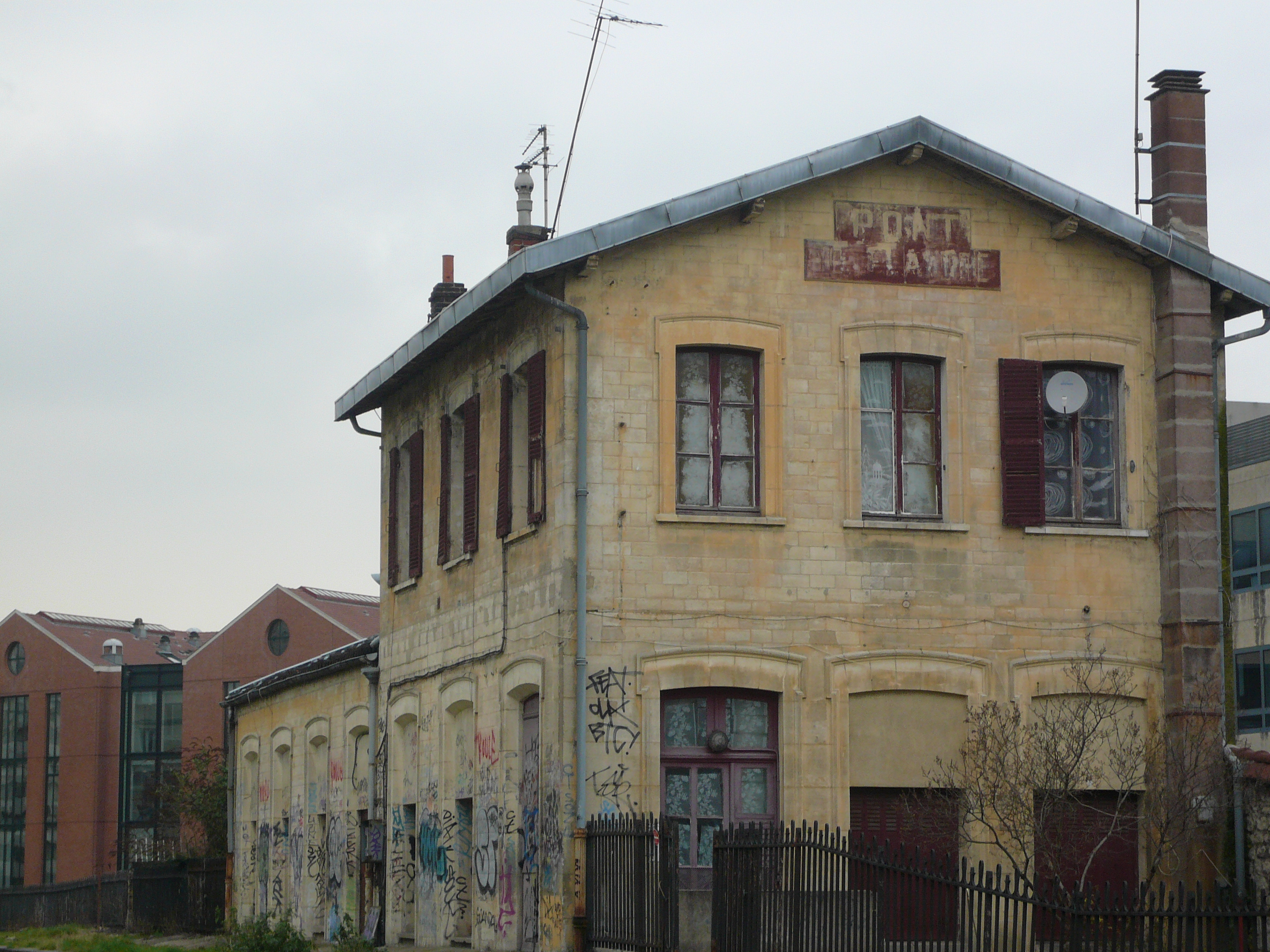
Ancien bâtiment voyageurs en février 2008.

Comme le reste de la Petite Ceinture, la gare est fermée au trafic voyageurs depuis le 23 juillet 1934.
Le bâtiment voyageurs a été utilisé comme habitation.
Entre octobre 2009 et 2011, le bâtiment fait l’objet d’un squat - « la Gare aux Gorilles » - par un collectif d’artistes. En 2014, la SNCF et la Mairie de Paris lancent un appel à projets. Le lieu doit être converti en :
- club de jazz et de musiques improvisées ;
- restaurant ;
- bar ;
- salle polyvalente de répétition (musique et spectacle vivant).

L’aménagement est prévu sur deux étages : 
- au niveau des quais, une salle de concert avec bar et restauration, pour des animations peu bruyantes ;
- au niveau inférieur, une salle pour des bals (le vendredi et le samedi soir) et des concerts de musiques plus bruyantes.

L'ouverture a lieu à la fin de l'été 2017. Les murs décrépis et le carrelage à damier rouge et blanc ont été conservés en l'état.

## Projets
L'Atelier parisien d'urbanisme envisage, dans une étude publiée en août 2011, la réutilisation par la ligne T8 du segment Est de la ligne de Petite Ceinture.
La gare du pont de Flandre, faisant partie du segment Est de la ligne de Petite Ceinture, pourrait alors rouvrir au trafic voyageurs.